# Madeleine Moreau
Marie-Madeleine Cécile Moreau (* 1. Mai 1928 in Hanoi, Vietnam; † 10. Juni 1995 in Chuelles) war eine französische Wasserspringerin. Sie gewann im Kunstspringen zwei Europameistertitel und errang im Jahr 1952 eine olympische Silbermedaille.
Moreau feierte ihren ersten großen Erfolg bei der Europameisterschaft 1947 in Monte Carlo. Vom 3-m-Brett gewann sie den Titel und war damit die erste französische Europameisterin im Kunstspringen. Im Jahr darauf nahm sie in London an den Olympischen Spielen teil und belegte vom 3-m-Brett Rang sieben. Bei der Europameisterschaft 1950 in Wien konnte Moreau ihren Titel im Kunstspringen erfolgreich verteidigen. Ihren sportlich größten Erfolg errang Moreau jedoch bei den Olympischen Spielen 1952 in Helsinki. Sie konnte im Kunstspringen hinter Patricia McCormick die Silbermedaille gewinnen. Bei den sechs vorherigen olympischen Wettbewerben im Kunstspringen konnten ausschließlich US-amerikanische Wasserspringerinnen Medaillen gewinnen, Moreau war somit die erste Athletin, die diese Dominanz durchbrechen konnte.
Moreau startete für die Vereine UC Paris und CP L’Isle-Adam. Sie gewann im Kunstspringen zahlreiche nationale Titel.